# RPK-1 Vichr
RPK-1 Vichr (ryska: РПК-1 Вихрь (virvel), NATO-beteckning SUW-N-1) var Sovjetunionens första ubåtsjaktrobot. Den var bestyckad med en kärnladdad sjunkbomb och var baserad ombord på kryssarna av Kondor-klassen och hangarfartygen av Kretjet-klassen.
Systemet bestod av eldledningssystemet Sprut (ryska: Спрут), dubbellavett MS-18 (Kondor-klassen) eller MS-32 (Kretjet-klassen) samt raketen 82R (NATO-beteckning FRAS-1). MS-18 kan laddas med åtta raketer medan MS-32 kan ta sexton.
82R är baserad på 2K6 Luna och saknar styrförmåga. Den är därför att betrakta som ett raketvapen och inte en robot.